# Günter Verheugen
Günter Verheugen (ur. 28 kwietnia 1944 w Bad Kreuznach) – niemiecki polityk, poseł do Bundestagu, w latach 1999–2010 członek Komisji Europejskiej.

## Życiorys
Od 1963 praktykował w redakcji jednej z gazet. W latach 1965–1969 studiował historię, socjologię i nauki polityczne na uniwersytetach w Kolonii i Bonn. Pracował następnie w administracji rządowej, kierując wydziałami resortów spraw wewnętrznych i spraw zagranicznych. Zaangażował się w działalność polityczną w ramach Wolnej Partii Demokratycznej. Był federalnym dyrektorem partii (1977–1978) i jej sekretarzem generalnym (1978–1982).
W 1982 przeszedł do Socjaldemokratycznej Partii Niemiec, gdy FDP opuściła koalicję rządową kanclerza federalnego Helmuta Schmidta. Pełnił funkcje rzecznika partii (1986–1987), redaktora naczelnego związanej z nią gazety „Vorwärts” (1987–1989) i federalnego dyrektora SPD (1993–1995). W 1983 po raz pierwszy objął mandat posła do Bundestagu, zasiadając w niższej izbie niemieckiego parlamentu do 1999.
W 1999 dołączył do Komisji Europejskiej kierowanej przez Romano Prodiego. Objął w niej stanowisko komisarza do spraw rozszerzenia, brał aktywny udział w negocjacjach zakończonych w 2004 akcesją do Unii Europejskiej dziesięciu nowych państw członkowskich. W 2004 pozostał w składzie KE pod przywództwem José Durão Barroso jako jej wiceprzewodniczący oraz komisarz do spraw przedsiębiorstw i przemysłu. Funkcję tę pełnił do 2010.

## Odznaczenia i wyróżnienia
Odznaczony m.in. Orderem za Wybitne Zasługi (Słowenia, 2004) czy Krzyżem Komandorskim z Gwiazdą Orderu Zasługi RP (Polska, 2009). Wyróżniony tytułami Człowieka Roku tygodnika „Wprost” (2002, wspólnie z Leszkiem Millerem) i Człowieka Roku „Gazety Wyborczej” oraz honorowego obywatela Ostródy (2009).